# Шрифт Брайля мовою есперанто
Шрифт Брайля мовою есперанто — це шрифт Брайля абетки есперанто. Рельєфно-точковий сенсорний шрифт Брайля мовою есперанто призначений для письма та читання незрячими та людьми, що погано бачать. З 1920 року видається журнал «Aŭroro» шрифтом Брайля, з 1904 року видається аналогічний журнал Esperanta Ligilo.

## Абетка
У базовій системі абетки Брайля використовується друк літер з діакритичними знаками. Діакритичний знак Циркумфлекс відзначений додаванням точки 6 (внизу праворуч) на основу листа: ⠩ ĉ, ⠻ ĝ, ⠳ ĥ, ⠺ ĵ, ⠮ ŝ. Тому буква ĵ  має таку ж форму, як невикористане французько-англійське письмо Брайля ⠺ w написано a w з іноземним ім'ям, точка 3 додала:⠾ w (див. наступний розділ). Буква есперанто ŭ проводиться шляхом відбиття від U, так, щоб точка 1 точка стає 4: ⠬ ŭ.
Абетка мовою Брайля має такий вигляд:
| · a | · b | · c | · ĉ | · d | · e | · f |
| · g | · ĝ | · h | · ĥ | · i | · j | · ĵ |
| · k | · l | · m | · n | · o | · p | · r |
| · s | · ŝ | · t | · u | · ŭ | · v | · z |

Шрифт Брайля знаходить обмежене застосування.

### Розшифрування іноземних літер
Крім основи — латинських іноземних літер q, w, x, y, шрифт є виділені букви голосних, які зустрічаються у пресі Німеччини, ä, ö, ü:
| · питання | · Вт | · х | · по Y | · ä | · … | · ü |

Додаткові літери з діакритичними знаками в інших мовах обробляються окремими клітинами для діакритичних знаків. Вони не мають однозначної відповідності з печаткою:
| · ◌ (і ő, ű від ö, ü) | · ◌, ◌ | · ◌ | · ◌, ◌ | · ◌, ◌ | · ◌, ◌ | · ◌, ◌, ◌, ◌ | · ◌, ◌, і т. д. |

Ці умовні позначення іноземних імен адаптовані до есперанто Брайля. Текст в іншому шрифті абетки Брайля алфавіту позначається кодом ⠐⠂.